# Nouvelle-Zélande aux Jeux olympiques d'été de 2012
La Nouvelle-Zélande participe aux Jeux olympiques d'été de 2012 à Londres au Royaume-Uni du 27 juillet au 12 août 2012. Il s'agit de sa 24e participation à des Jeux d'été.
La délégation néo-zélandaise est dans un premier temps de 185 athlètes répartis dans 16 sports. Le 20 juillet 2012, elle est réduite à 184 athlètes en raison du forfait pour blessure à la cheville d'Adrian Blincoe, spécialiste du 5 000 mètres.
Ces Jeux sont considérés parmi les plus réussies pour la Nouvelle-Zélande, avec le deuxième plus grand nombre de médailles d'or remportées, derrière les huit gagnées aux Jeux olympiques d'été de 1984 à Los Angeles. De plus, la Nouvelle-Zélande avec ses 13 médailles remportées, égale les Jeux olympiques de Séoul en 1988. 
Pendant ces Jeux, la Nouvelle-Zélande s'adjuge sa 100e médaille olympique lorsque l'équipage composé de Peter Burling et de Blair Tuke remporte l'argent le 8 août dans l'épreuve du 49er (voile). Ce décompte inclut les trois médailles remportées par les Néo-Zélandais en 1908 et 1912, où la Nouvelle-Zélande et l'Australie étaient regroupés sous l'Australasie, ainsi que la seule médaille olympique remportée par la Nouvelle-Zélande aux Jeux olympiques d'hiver (en 1992).
Le 13 août 2012, le Comité international olympique annonce la disqualification de la lanceuse de poids biélorusse Nadzeya Ostapchuk pour dopage. Celle-ci avait remporté la médaille d'or. La lanceuse de poids Néo-Zélandaise Valerie Adams, initialement médaillée d'argent, récupère la médaille d'or.

## Délégation
Le tableau suivant montre le nombre d'athlètes néo-zélandais dans chaque discipline[réf. nécessaire] :
| Sport            | Discipline       | Hommes | Femmes | Total |
| ---------------- | ---------------- | ------ | ------ | ----- |
| Athlétisme       | Athlétisme       | 4      | 4      | 8     |
| Aviron           | Aviron           | 15     | 11     | 26    |
| Boxe             | Boxe             | 0      | 2      | 2     |
| Canoë-kayak      | Slalom           | 1      | 1      | 2     |
| Canoë-kayak      | En Ligne         | 3      | 3      | 6     |
| Cyclisme         | BMX              | 2      | 1      | 3     |
| Cyclisme         | sur piste        | 9      | 6      | 15    |
| Cyclisme         | sur route        | 2      | 1      | 3     |
| Cyclisme         | VTT              | 1      | 1      | 2     |
| Équitation       | Équitation       | 3      | 3      | 6     |
| Football         | Football         | 18     | 18     | 36    |
| Haltérophilie    | Haltérophilie    | 1      | 0      | 1     |
| Hockey sur gazon | Hockey sur gazon | 16     | 16     | 32    |
| Judo             | Judo             | 0      | 1      | 1     |
| Natation         | Natation         | 8      | 8      | 16    |
| Taekwondo        | Taekwondo        | 2      | 1      | 3     |
| Tennis           | Tennis           | 0      | 1      | 1     |
| Tir              | Tir              | 1      | 0      | 1     |
| Triathlon        | Triathlon        | 3      | 3      | 6     |
| Voile            | Voile            | 7      | 8      | 15    |
| Total            | Total            | 96     | 89     | 185   |

## Médailles
| Sport                   | Discipline                         | Athlète(s)                                                                 | Performance   | Date       |
| Médailles d'or : 6      |                                    |                                                                            |               |            |
| Athlétisme              | Lancer du poids femmes             | Valerie Adams                                                              |               | 6 août     |
| Aviron                  | Deux de couple hommes              | Nathan Cohen Joseph Sullivan                                               |               | 2 août     |
| Aviron                  | Deux sans barreur hommes           | Hamish Bond Eric Murray                                                    |               | 3 août     |
| Aviron                  | Skiff hommes                       | Mahé Drysdale                                                              |               | 3 août     |
| Canoë-kayak             | K1 – 200 m femmes                  | Lisa Carrington                                                            |               | 11 août    |
| Voile                   | 470 femmes                         | Jo Aleh Olivia Powrie                                                      |               | 10 août    |
| Médailles d'argent : 2  |                                    |                                                                            |               |            |
| BMX                     | Épreuve féminine                   | Sarah Walker                                                               |               | 10 août    |
| Voile                   | 49er                               | Peter Burling Blair Tuke                                                   |               | 8 août     |
| Médailles de bronze : 5 |                                    |                                                                            |               |            |
| Aviron                  | Deux sans barreur femmes           | Juliette Haigh Rebecca Scown                                               |               | 1er août   |
| Aviron                  | Deux de couple poids légers hommes | Storm Uru Peter Taylor                                                     | 6 min 40 s 86 | 4 août     |
| Cyclisme sur piste      | Poursuite par équipes hommes       | Sam Bewley Westley Gough Marc Ryan Jesse Sergent                           |               | 3 août     |
| Cyclisme sur piste      | Keirin masculin                    | Simon van Velthooven                                                       |               | 7 août     |
| Équitation              | Concours complet (par équipes)     | Jonelle Richards Jonathan Paget Caroline Powell Andrew Nicholson Mark Todd | 144,40 pts    | 31 juillet |

| Sport       | Médaille d'or, Jeux olympiques | Médaille d'argent, Jeux olympiques | Médaille de bronze, Jeux olympiques | Total |
| Aviron      | 3                              | 0                                  | 2                                   | 5     |
| Voile       | 1                              | 1                                  | 0                                   | 2     |
| Athlétisme  | 1                              | 0                                  | 0                                   | 1     |
| Canoë-kayak | 1                              | 0                                  | 0                                   | 1     |
| Cyclisme    | 0                              | 1                                  | 2                                   | 3     |
| Équitation  | 0                              | 0                                  | 1                                   | 1     |
| Total       | 6                              | 2                                  | 5                                   | 13    |

## Athlétisme
Les athlètes de la Nouvelle-Zélande ont atteint les minima de qualification dans les épreuves d'athlétisme suivantes (pour chaque épreuve, un pays peut engager trois athlètes à condition qu'ils aient réussi chacun les minima A de qualification, un seul athlète par nation est inscrit sur la liste de départ si seuls les minima B sont réussis), :
Légende
- Note : le rang attribué pour les courses correspond au classement de l'athlète dans sa série uniquement.
- Q = Qualifié pour le tour suivant
- q = Qualifié au temps pour le tour suivant (pour les courses) ou qualifié sans avoir atteint les minima requis (lors des concours)
- NR = Record national
- N/A = Tour non-disputé pour cette épreuve

Hommes
Courses
| Athlète     | Épreuve      | Séries        | Séries | Demi-finales  | Demi-finales | Finale          | Finale |
| Athlète     | Épreuve      | Résultat      | Rang   | Résultat      | Rang         | Résultat        | Rang   |
| ----------- | ------------ | ------------- | ------ | ------------- | ------------ | --------------- | ------ |
| Quentin Rew | 50 km marche | NC            | NC     | NC            | NC           | 3 h 55 min 03 s | 30     |
| Nick Willis | 1 500 m      | 3 min 40 s 92 | 1 Q    | 3 min 34 s 70 | 3 Q          | 3 min 36 s 94   | 9      |

Concours
| Athlète         | Épreuve           | Qualification | Qualification | Finale   | Finale |
| Athlète         | Épreuve           | Distance      | Rang          | Distance | Rang   |
| --------------- | ----------------- | ------------- | ------------- | -------- | ------ |
| Stuart Farquhar | Lancer du javelot | 82,32 m       | 3 Q           | 80,22 m  | 9      |

Combinés – Décathlon
| Athlète       | Épreuve  | 100 m   | SL     | LP      | SH     | 400 m   | 110 H   | LD      | SP     | LJ      | 1 500 m       | Total | Rang |
| ------------- | -------- | ------- | ------ | ------- | ------ | ------- | ------- | ------- | ------ | ------- | ------------- | ----- | ---- |
| Brent Newdick | Résultat | 11 s 10 | 7,36 m | 15,09 m | 1,96 m | 50 s 22 | 15 s 02 | 46,15 m | 4,70 m | 59,82 m | 4 min 38 s 20 | 7 988 | 12   |
| Brent Newdick | Points   | 838     | 900    | 795     | 767    | 804     | 847     | 791     | 819    | 735     | 692           | 7 988 | 12   |

Femmes
Courses
| Athlète        | Épreuve  | Séries        | Séries | Demi-finales  | Demi-finales | Finale          | Finale        |
| Athlète        | Épreuve  | Résultat      | Rang   | Résultat      | Rang         | Résultat        | Rang          |
| -------------- | -------- | ------------- | ------ | ------------- | ------------ | --------------- | ------------- |
| Lucy van Dalen | 1 500 m  | 4 min 07 s 04 | 8 q    | 4 min 06 s 97 | 11           | Pas qualifiée   | Pas qualifiée |
| Kim Smith      | Marathon | NC            | NC     | NC            | NC           | 2 h 26 min 59 s | 15            |

Concours
| Athlète       | Épreuve         | Qualification | Qualification | Finale   | Finale                         |
| Athlète       | Épreuve         | Distance      | Rang          | Distance | Rang                           |
| ------------- | --------------- | ------------- | ------------- | -------- | ------------------------------ |
| Valerie Adams | Lancer du poids | 20,40 m       | 1 Q           | 20,70 m  | Médaille d'or, Jeux olympiques |

Combinés – Heptathlon
| Athlète      | Épreuve  | 100 H   | SH     | LP      | 200 m   | SL     | LJ      | 800 m         | Total | Rang |
| ------------ | -------- | ------- | ------ | ------- | ------- | ------ | ------- | ------------- | ----- | ---- |
| Sarah Cowley | Résultat | 13 s 95 | 1,80 m | 12,37 m | 25 s 60 | 6,00 m | 41,90 m | 2 min 19 s 01 | 5 873 | 26   |
| Sarah Cowley | Points   | 985     | 978    | 686     | 833     | 850    | 704     | 837           | 5 873 | 26   |

## Aviron
Hommes
| Athlète                                              | Compétition                 | Séries             | Séries | Repêchage     | Repêchage | Quarts de finale | Quarts de finale | Demi-finales  | Demi-finales | Finales A     | Finales A | Finales B     | Finales B |
| Athlète                                              | Compétition                 | Temps              | Rang   | Temps         | Rang      | Temps            | Rang             | Temps         | Rang         | Temps         | Rang      | Temps         | Rang      |
| ---------------------------------------------------- | --------------------------- | ------------------ | ------ | ------------- | --------- | ---------------- | ---------------- | ------------- | ------------ | ------------- | --------- | ------------- | --------- |
| Mahé Drysdale                                        | Skiff                       | 6 min 49 s 69      | 1er    | exempt        | exempt    | 6 min 54 s 86    | 1er              | 7 min 18 s 11 | 1er          | 6 min 57 s 82 | 1er       | -             | -         |
| Hamish Bond Eric Murray                              | Deux sans barreur           | 6 min 08 s 50 (WR) | 1er    | exempt        | exempt    | NC               | NC               | 6 min 48 s 11 | 1er          | 6 min 16 s 65 | 1er       | -             | -         |
| Nathan Cohen Joseph Sullivan                         | Deux de couple              | 6 min 11 s 30      | 1er    | exempt        | exempt    | NC               | NC               | 6 min 19 s 79 | 2e           | 6 min 31 s 67 | 1er       | -             | -         |
| Peter Taylor Storm Uru                               | Deux de couple poids légers | 6 min 37 s 02      | 2e     | exempt        | exempt    | NC               | NC               | 6 min 36 s 71 | 2e           | 6 min 40 s 86 | 3e        | -             | -         |
| Chris Harris Sean O'Neill Jade Uru Tyson Williams    | Quatre sans barreur         | 5 min 51 s 84      | 4e     | 6 min 03 s 66 | 2e        | NC               | NC               | 6 min 06 s 36 | 4e           | -             | -         | 6 min 11 s 97 | 5e        |
| Michael Arms Robbie Manson John Storey Matthew Trott | Quatre de couple            | 5 min 41 s 62      | 4e     | 5 min 43 s 82 | 1er       | NC               | NC               | 6 min 10 s 95 | 4e           | -             | -         | 5 min 58 s 88 | 1er       |

Femmes
| Athlète                                                | Compétition                 | Séries        | Séries | Repêchage     | Repêchage | Quarts de finale | Quarts de finale | Demi-finales  | Demi-finales | Finales A     | Finales A | Finales B     | Finales B |
| Athlète                                                | Compétition                 | Temps         | Rang   | Temps         | Rang      | Temps            | Rang             | Temps         | Rang         | Temps         | Rang      | Temps         | Rang      |
| ------------------------------------------------------ | --------------------------- | ------------- | ------ | ------------- | --------- | ---------------- | ---------------- | ------------- | ------------ | ------------- | --------- | ------------- | --------- |
| Emma Twigg                                             | Skiff                       | 7 min 40 s 24 | 1er    | exempt        | exempt    | 7 min 39 s 07    | 2e               | 7 min 46 s 71 | 3e           | 8 min 01 s 76 | 4e        | -             | -         |
| Juliette Haigh Rebecca Scown                           | Deux sans barreur           | 7 min 06 s 93 | 2e     | exempt        | exempt    | NC               | NC               | NC            | NC           | 7 min 30 s 19 | 3e        | -             | -         |
| Fi Paterson Anna Reymer                                | Deux de couple              | 6 min 49 s 44 | 2e     | exempt        | exempt    | NC               | NC               | NC            | NC           | 7 min 09 s 82 | 5e        | -             | -         |
| Louise Ayling Julia Edward                             | Deux de couple poids légers | 7 min 02 s 78 | 3e     | 7 min 21 s 29 | 2e        | NC               | NC               | 7 min 15 s 06 | 5e           | -             | -         | 7 min 22 s 78 | 3e        |
| Fiona Bourke Sarah Gray Eve MacFarlane Louise Trappitt | Quatre de couple            | 6 min 20 s 22 | 3e     | 6 min 48 s 71 | 6e        | NC               | NC               | NC            | NC           | -             | -         | 6 min 56 s 46 | 1er       |

## Boxe
Femmes
| Athlète          | Compétition   | 1/8 de finale            | Quarts de finale         | Demi-finales        | Finale              | Finale        |
| Athlète          | Compétition   | Adversaire Résultat      | Adversaire Résultat      | Adversaire Résultat | Adversaire Résultat | Rang          |
| ---------------- | ------------- | ------------------------ | ------------------------ | ------------------- | ------------------- | ------------- |
| Siona Fernandez  | Poids mouches | Petrova (BUL) Perd 11–23 | Pas qualifiée            | Pas qualifiée       | Pas qualifiée       | Pas qualifiée |
| Alexis Pritchard | Poids légers  | Jouini (TUN) Gagne 15–10 | Ochigava (RUS) Perd 4–22 | Pas qualifiée       | Pas qualifiée       | Pas qualifiée |

## Canoë-kayak

### Course en ligne
FA : qualifié pour la finale A ; FB : qualifié pour la finale B
Hommes
| Athlète                           | Compétition  | Éliminatoires  | Éliminatoires | Demi-finales   | Demi-finales | Finale         | Finale |
| Athlète                           | Compétition  | Temps          | Rang          | Temps          | Rang         | Temps          | Rang   |
| --------------------------------- | ------------ | -------------- | ------------- | -------------- | ------------ | -------------- | ------ |
| Ben Fouhy                         | K1 – 1 000 m | 3 min 35 s 610 | 2 Q           | 3 min 32 s 572 | 6 FB         | 3 min 34 s 710 | 14     |
| Steven Ferguson Darryl Fitzgerald | K2 – 1 000 m | 3 min 16 s 608 | 4 Q           | 3 min 15 s 307 | 3 FA         | 3 min 12 s 117 | 7      |

Femmes
| Athlète                     | Compétition | Éliminatoires  | Éliminatoires | Demi-finales   | Demi-finales | Finale         | Finale                         |
| Athlète                     | Compétition | Temps          | Rang          | Temps          | Rang         | Temps          | Rang                           |
| --------------------------- | ----------- | -------------- | ------------- | -------------- | ------------ | -------------- | ------------------------------ |
| Lisa Carrington             | K1 – 200 m  | 41 s 401       | 2 Q           | 40 s 528 OR    | 1 Q          | 44 s 638       | Médaille d'or, Jeux olympiques |
| Teneale Hatton              | K1 – 500 m  | 1 min 56 s 741 | 6 Q           | 1 min 54 s 504 | 5 FB         | 1 min 56 s 103 | 15                             |
| Lisa Carrington Erin Taylor | K2 – 500 m  | 1 min 44 s 870 | 3             | 1 min 42 s 764 | 4 FA         | 1 min 46 s 290 | 7                              |

### Slalom

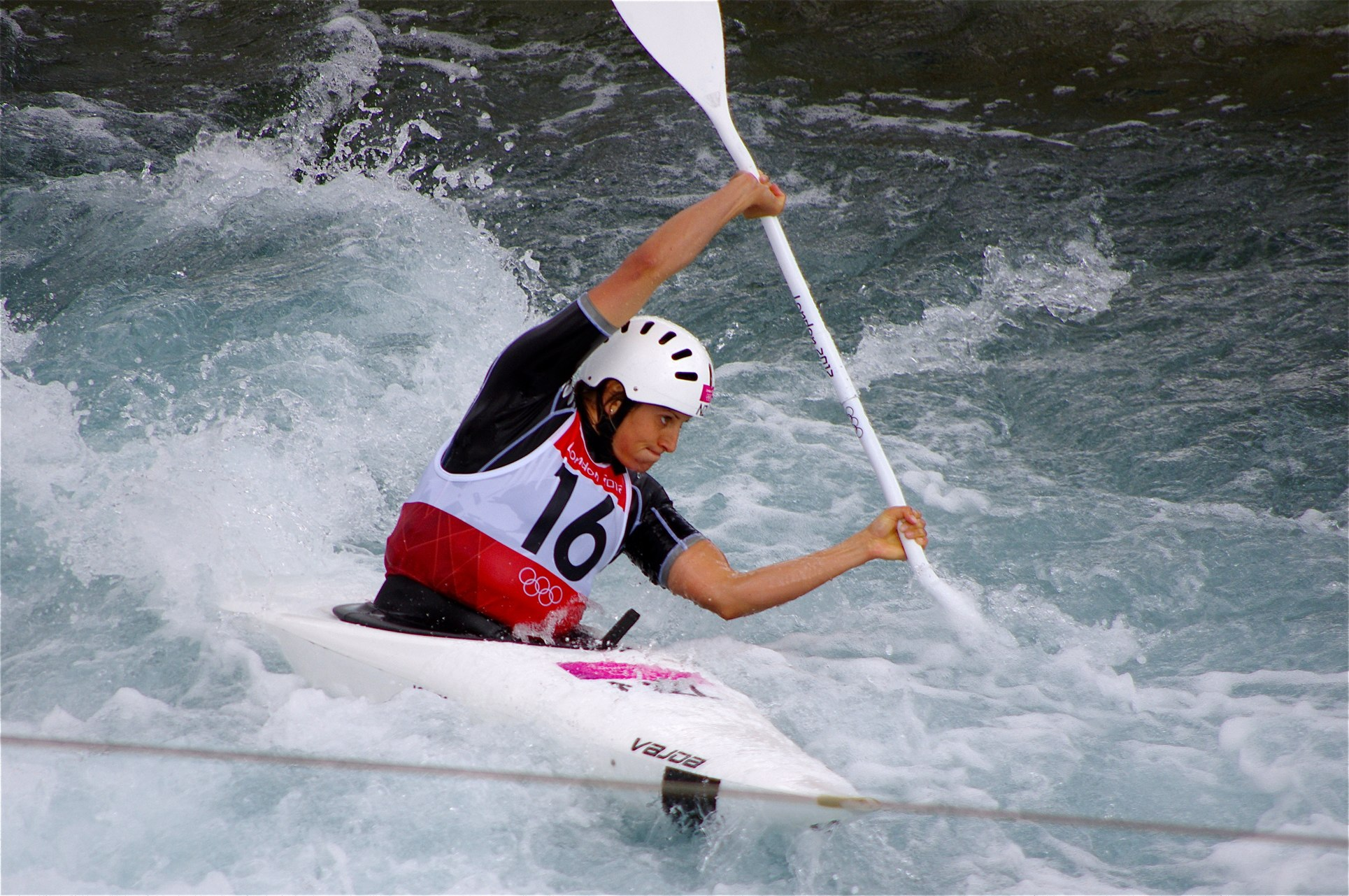
Luuka Jones

| Athlète     | Compétition | Éliminatoires | Éliminatoires | Éliminatoires | Éliminatoires | Éliminatoires | Éliminatoires | Demi-finales | Demi-finales | Finale        | Finale        |
| Athlète     | Compétition | Course 1      | Rang          | Course 2      | Rang          | Total         | Rang          | Résultat     | Rang         | Résultat      | Rang          |
| ----------- | ----------- | ------------- | ------------- | ------------- | ------------- | ------------- | ------------- | ------------ | ------------ | ------------- | ------------- |
| Mike Dawson | K1 hommes   | 90 s 12       | 8             | 88 s 58       | 6             | 88 s 58       | 8 Q           | 207 s 63     | 15           | Pas qualifié  | Pas qualifié  |
| Luuka Jones | K1 femmes   | 109 s 23      | 10            | 258 s 69      | 20            | 109 s 23      | 15 Q          | 121 s 41     | 14           | Pas qualifiée | Pas qualifiée |

## Cyclisme

### Cyclisme sur route
En cyclisme sur route, la Nouvelle-Zélande a qualifié deux hommes et une femme. L'équipe masculine est composée de Gregory Henderson et Jack Bauer. Greg Henderson participe pour la cinquième fois aux Jeux olympiques. Les deux coureurs disputent la course en ligne et Jack Bauer prend également part au contre-la-montre. Linda Villumsen représente la Nouvelle-Zélande lors de la course en ligne et du contre-la-montre féminins. Elle avait participé aux Jeux olympiques d'été de 2008 sous les couleurs danoises.
Hommes
| Athlète           | Compétition             | Temps          | Rang    |
| ----------------- | ----------------------- | -------------- | ------- |
| Jack Bauer        | Course en ligne hommes  | 5 min 46 s 05  | 10e     |
| Jack Bauer        | Contre-la-montre hommes | 54 min 54 s 16 | 19e     |
| Gregory Henderson | Course en ligne hommes  | Abandon        | Abandon |

Femmes
| Athlète         | Compétition             | Temps          | Rang |
| --------------- | ----------------------- | -------------- | ---- |
| Linda Villumsen | Course en ligne femmes  | 3 min 35 s 56  | 18e  |
| Linda Villumsen | Contre-la-montre femmes | 35 min 59 s 18 | 4e   |

### Cyclisme sur piste
Vitesse
| Athlète                                            | Compétition                 | Qualification        | Qualification | 1/16 de finale                          | 1/16 (repêchages)                                       | 1/8 de finale                         | 1/8 (repêchages)                            | Finale                                                       | Finale        |
| Athlète                                            | Compétition                 | Temps Vitesse (km/h) | Rang          | Adversaire Temps Vitesse (km/h)         | Adversaire Temps Vitesse (km/h)                         | Adversaire Temps Vitesse (km/h)       | Adversaire Temps Vitesse (km/h)             | Adversaire Temps Vitesse (km/h)                              | Rang          |
| -------------------------------------------------- | --------------------------- | -------------------- | ------------- | --------------------------------------- | ------------------------------------------------------- | ------------------------------------- | ------------------------------------------- | ------------------------------------------------------------ | ------------- |
| Edward Dawkins                                     | Vitesse individuelle hommes | 10 s 201 70,581 km/h | 9             | Phillip (TRI) Perd 10 s 221 70,443 km/h | Canelón (VEN) Perd 10 s 439 68,972 km/h                 | Pas qualifié                          | Pas qualifié                                | Pas qualifié                                                 | Pas qualifié  |
| Edward Dawkins Ethan Mitchell Simon van Velthooven | Vitesse par équipes hommes  | 44 s 175 61,120 km/h | 7             | France Perd 43 s 495 62,076 km/h        | NC                                                      | Pas qualifiés                         | Pas qualifiés                               | Pas qualifiés                                                | Pas qualifiés |
| Natasha Hansen                                     | Vitesse individuelle femmes | 11 s 241             | 9             | Shulika (UKR) Perd 11 s 808 60,975 km/h | Gaviria (COL) Gnidenko (RUS) Gagne 11 s 882 60,595 km/h | Guo S (CHN) Perd 11 s 431 62,986 km/h | Panarina Sullivan Perd 11 s 443 62,920 km/h | 9-12e place Kanis Lee W S Sullivan Perd 11 s 852 60,749 km/h | 12            |

Keirin
| Athlète              | Compétition   | 1er tour | Repêchage | 2e tour | Finale                              |
| Athlète              | Compétition   | Rang     | Rang      | Rang    | Rang                                |
| -------------------- | ------------- | -------- | --------- | ------- | ----------------------------------- |
| Simon van Velthooven | Keirin hommes | 2 Q      | exempt    | 2 Q     | Médaille de bronze, Jeux olympiques |
| Natasha Hansen       | Keirin femmes | 3 R      | 2 Q       | 5       | 11                                  |

R : Repêchage 
Poursuite
| Athlète                                                     | Compétition                  | Qualification  | Qualification | Demi-finales               | Demi-finales | Finale                                            | Finale                              |
| Athlète                                                     | Compétition                  | Temps          | Rang          | Adversaire Résultat        | Rang         | Adversaire Résultat                               | Rang                                |
| ----------------------------------------------------------- | ---------------------------- | -------------- | ------------- | -------------------------- | ------------ | ------------------------------------------------- | ----------------------------------- |
| Sam Bewley Aaron Gate Westley Gough Marc Ryan Jesse Sergent | Poursuite par équipes hommes | 3 min 57 s 607 | 3 Q           | Australie 3 min 56 s 442   | 3 Q          | Finale pour le bronze Russie Gagne 3 min 55 s 952 | Médaille de bronze, Jeux olympiques |
| Rushlee Buchanan Lauren Ellis Jaime Nielsen Alison Shanks   | Poursuite par équipes femmes | 3 min 20 s 421 | 5 Q           | Biélorussie 3 min 18 s 514 | 1 Q          | 5-6e place Pays-Bas Gagne 3 min 19 s 351          | 5                                   |

Omnium
| Athlète            | Compétition   | Tour lancé | Tour lancé | Course aux points | Course aux points | Élimination | Poursuite      | Poursuite | Scratch | Contre-la-montre | Contre-la-montre | Total | Rang |
| Athlète            | Compétition   | Temps      | Rang       | Points            | Rang              | Rang        | Temps          | Rang      | Rang    | Temps            | Rang             | Total | Rang |
| ------------------ | ------------- | ---------- | ---------- | ----------------- | ----------------- | ----------- | -------------- | --------- | ------- | ---------------- | ---------------- | ----- | ---- |
| Shane Archbold     | Omnium hommes | 13 s 112   | 2e         | 17                | 8e                | 7e          | 4 min 26 s 581 | 6e        | 13e     | 1 min 03 s 290   | 6e               | 48    | 7e   |
| Joanne Kiesanowski | Omnium femmes | 14 s 924   | 16e        | 22                | 7e                | 7e          | 3 min 44 s 971 | 11e       | 7e      | 36 s 360         | 7e               | 55    | 7e   |

### VTT
| Athlète      | Compétition              | Temps           | Rang          |
| ------------ | ------------------------ | --------------- | ------------- |
| Sam Bewley   | Cross-country VTT hommes | Pas au départ   | Pas au départ |
| Karen Hanlen | Cross-country VTT femmes | 1 h 37 min 54 s | 18            |

### BMX
| Athlète      | Compétition | Qualifications | Qualifications | Quarts de finale | Quarts de finale | Demi-finales | Demi-finales | Finale       | Finale                             |
| Athlète      | Compétition | Résultat       | Rang           | Résultat         | Rang             | Résultat     | Rang         | Résultat     | Rang                               |
| ------------ | ----------- | -------------- | -------------- | ---------------- | ---------------- | ------------ | ------------ | ------------ | ---------------------------------- |
| Kurt Pickard | BMX hommes  | 39 s 057       | 16             | 31               | 7                | Pas qualifié | Pas qualifié | Pas qualifié | Pas qualifié                       |
| Marc Willers | BMX hommes  | 38 s 687       | 10             | 4                | 1 Q              | 26           | 8            | Pas qualifié | Pas qualifié                       |
| Sarah Walker | BMX femmes  | 38 s 644       | 2              | NC               | NC               | 12           | 4 Q          | 38 s 133     | Médaille d'argent, Jeux olympiques |

## Équitation

### Concours complet
La Nouvelle-Zélande a qualifié une équipe pour l'épreuve par équipes et 5 cavaliers qui seront présents pour les compétitions individuelles.
| Athlète                                                                | Cheval          | Compétition | Dressage  | Dressage | Cross-country | Cross-country | Saut d'obstacles | Saut d'obstacles | Saut d'obstacles | Saut d'obstacles | Total         | Total                               |
| Athlète                                                                | Cheval          | Compétition | Dressage  | Dressage | Cross-country | Cross-country | Qualification    | Qualification    | Finale           | Finale           | Total         | Total                               |
| Athlète                                                                | Cheval          | Compétition | Pénalités | Rang     | Pénalités     | Rang          | Pénalités        | Rang             | Pénalités        | Rang             | Pénalités     | Rang                                |
| ---------------------------------------------------------------------- | --------------- | ----------- | --------- | -------- | ------------- | ------------- | ---------------- | ---------------- | ---------------- | ---------------- | ------------- | ----------------------------------- |
| Andrew Nicholson                                                       | Nereo           | Individuel  | 45,00     | 21       | 45,00         | 9             | 45,00            | 6 Q              | 49,00            | 4                | 49,00         | 4                                   |
| Jock Paget                                                             | Clifton Promise | Individuel  | 44,10     | 17       | 48,90         | 14            | 52,90            | 13 Q             | 53,90            | 10               | 53,90         | 10                                  |
| Caroline Powell                                                        | Lenamore        | Individuel  | 52,20     | 43       | 53,80         | 24            | 57,80            | 23               | Pas qualifiée    | Pas qualifiée    | Pas qualifiée | Pas qualifiée                       |
| Jonelle Richards                                                       | Flintstar       | Individuel  | 56,70     | 55       | 62,70         | 31            | 71,70            | 30               | Pas qualifiée    | Pas qualifiée    | Pas qualifiée | Pas qualifiée                       |
| Mark Todd                                                              | Campino         | Individuel  | 39,10     | 3        | 39,50         | 3             | 46,50            | 7 Q              | 54,50            | 12               | 54,50         | 12                                  |
| Andrew Nicholson Jock Paget Caroline Powell Jonelle Richards Mark Todd | Voir ci-dessus  | Par équipes | 128,20    | 4        | 133,40        | 4             | NC               | NC               | 144,40           | 3                | 144,40        | Médaille de bronze, Jeux olympiques |

### Dressage
| Athlète     | Cheval          | Compétition | Grand Prix | Grand Prix | Grand Prix Special | Grand Prix Special | Grand Prix Freestyle | Grand Prix Freestyle |
| Athlète     | Cheval          | Compétition | Score      | Rang       | Score              | Rang               | Score                | Rang                 |
| ----------- | --------------- | ----------- | ---------- | ---------- | ------------------ | ------------------ | -------------------- | -------------------- |
| Louisa Hill | Bates Antonello | Individuel  | 65,258     | 48         | Pas qualifiée      | Pas qualifiée      | Pas qualifiée        | Pas qualifiée        |

## Football

### Tournoi masculin
Classement
| Rang | Équipe           | Pts | J | G | N | P | Bp | Bc | Diff |
| ---- | ---------------- | --- | - | - | - | - | -- | -- | ---- |
| 1    | Brésil           | 9   | 3 | 3 | 0 | 0 | 9  | 3  | +6   |
| 2    | Égypte           | 4   | 3 | 1 | 1 | 1 | 6  | 5  | +1   |
| 3    | Biélorussie      | 3   | 3 | 1 | 0 | 2 | 3  | 6  | -3   |
| 4    | Nouvelle-Zélande | 1   | 3 | 0 | 1 | 2 | 1  | 5  | -4   |

|  | Qualifié pour le deuxième tour de la compétition.                                                                            |
|  | Pts points ; J Joués ; G victoires ; N match nuls ; P défaites Bp buts marqués ; Bc buts encaissés ; Diff différence de buts |

Matchs
| 26 juillet 2012 | Biélorussie | 1 - 0   | Nouvelle-Zélande | City of Coventry Stadium, Coventry              |                                                 |
| 19 h 45 CEST    | Baga 45+2e  | (1 - 0) |                  | Spectateurs : 14 457 Arbitrage : Bakary Gassama | Spectateurs : 14 457 Arbitrage : Bakary Gassama |
| 19 h 45 CEST    | Rapport     |         |                  | Spectateurs : 14 457 Arbitrage : Bakary Gassama | Spectateurs : 14 457 Arbitrage : Bakary Gassama |

| 29 juillet 2012 | Égypte    | 1 - 1   | Nouvelle-Zélande | Old Trafford, Manchester                          |                                                   |
| 14 h 45 CEST    | Salah 40e | (1 - 1) | Wood 17e         | Spectateurs : 50 050 Arbitrage : Mark Clattenburg | Spectateurs : 50 050 Arbitrage : Mark Clattenburg |
| 14 h 45 CEST    | Rapport   |         |                  | Spectateurs : 50 050 Arbitrage : Mark Clattenburg | Spectateurs : 50 050 Arbitrage : Mark Clattenburg |

| 1er août 2012 | Brésil                                                              | 3 - 0   | Nouvelle-Zélande | St James' Park, Newcastle                       |                                                 |
| 14 h 30 CEST  | Danilo 23e · Leandro Damião 29e · Sandro 52e · Alex Sandro 71e, 76e | (2 - 0) |                  | Spectateurs : 25 201 Arbitrage : Bakary Gassama | Spectateurs : 25 201 Arbitrage : Bakary Gassama |
| 14 h 30 CEST  | Rapport                                                             |         |                  | Spectateurs : 25 201 Arbitrage : Bakary Gassama | Spectateurs : 25 201 Arbitrage : Bakary Gassama |

### Tournoi féminin
Sélection
| #           | Nom               | Club                       | Âge        | Joués      | But inscrit | Averti     | Carton jaune · Carton jaune · Carton rouge | Carton rouge |
| Entraîneur  | Entraîneur        | Entraîneur                 | Entraîneur | Entraîneur | Entraîneur  | Entraîneur | Entraîneur                                 | Entraîneur   |
| ----------- | ----------------- | -------------------------- | ---------- | ---------- | ----------- | ---------- | ------------------------------------------ | ------------ |
|             | Tony Readings     |                            |            |            |             |            |                                            |              |
| Gardiennes  |                   |                            |            |            |             |            |                                            |              |
| 1           | Jenny Bindon      | Hibiscus Coast AFC         | 39         | 0          | 0           | 0          | 0                                          | 0            |
| 18          | Rebecca Rolls     | Fencibles United           | 36         | 0          | 0           | 0          | 0                                          | 0            |
| Défenseurs  |                   |                            |            |            |             |            |                                            |              |
| 2           | Ria Percival      | 1. FFC Francfort           | 22         | 0          | 0           | 0          | 0                                          | 0            |
| 3           | Anna Green        | 1. FC Lokomotive Leipzig   | 21         | 0          | 0           | 0          | 0                                          | 0            |
| 5           | Abby Erceg        | Fencibles United           | 22         | 0          | 0           | 0          | 0                                          | 0            |
| 6           | Rebecca Smith (c) | VfL Wolfsbourg (féminines) | 31         | 0          | 0           | 0          | 0                                          | 0            |
| 7           | Ali Riley         | Malmö                      | 24         | 0          | 0           | 0          | 0                                          | 0            |
| 14          | Kristy Hill       | Eastern Suburbs            | 33         | 0          | 0           | 0          | 0                                          | 0            |
| 15          | Rebekah Stott     | Melbourne Victory          | 19         | 0          | 0           | 0          | 0                                          | 0            |
| Milieux     |                   |                            |            |            |             |            |                                            |              |
| 4           | Katie Hoyle       | SC 07 Bad Neuenahr         | 24         | 0          | 0           | 0          | 0                                          | 0            |
| 8           | Hayley Moorwood   | Chelsea                    | 28         | 0          | 0           | 0          | 0                                          | 0            |
| 11          | Kirsty Yallop     | Vittsjö GIK                | 25         | 0          | 0           | 0          | 0                                          | 0            |
| 12          | Betsy Hassett     | UC Berkeley                | 21         | 0          | 0           | 0          | 0                                          | 0            |
| 16          | Annalie Longo     | Three Kings United         | 21         | 0          | 0           | 0          | 0                                          | 0            |
| Attaquantes |                   |                            |            |            |             |            |                                            |              |
| 9           | Amber Hearn       | FF USV Iéna                | 27         | 0          | 0           | 0          | 0                                          | 0            |
| 10          | Sarah Gregorius   | SC 07 Bad Neuenahr         | 27         | 0          | 0           | 0          | 0                                          | 0            |
| 13          | Rosie White       | UCLA                       | 19         | 0          | 0           | 0          | 0                                          | 0            |
| 17          | Hannah Wilkinson  | Glenfield Rovers           | 20         | 0          | 0           | 0          | 0                                          | 0            |

Classement
| Rang | Équipe           | Pts | J | G | N | P | Bp | Bc | Diff |
| ---- | ---------------- | --- | - | - | - | - | -- | -- | ---- |
| 1    | Grande-Bretagne  | 9   | 3 | 3 | 0 | 0 | 5  | 0  | +5   |
| 2    | Brésil           | 6   | 3 | 2 | 0 | 1 | 6  | 1  | +5   |
| 3    | Nouvelle-Zélande | 3   | 3 | 1 | 0 | 2 | 3  | 3  | 0    |
| 4    | Cameroun         | 0   | 3 | 0 | 0 | 3 | 0  | 11 | -11  |

|  | Qualifié pour le deuxième tour de la compétition.                                                                  |
|  | Pts points ; G victoires ; N match nuls ; P défaites Bp buts marqués ; Bc buts encaissés ; Diff différence de buts |

Matchs
| 25 juillet 2012 | Grande-Bretagne        | 1-0   | Nouvelle-Zélande | Millennium, Cardiff    |                        |
| 16 h 00 CEST    | 45e Stephanie Houghton | (1-0) |                  | Arbitrage : Kari Seitz | Arbitrage : Kari Seitz |
| 16 h 00 CEST    | Rapport                |       |                  | Arbitrage : Kari Seitz | Arbitrage : Kari Seitz |

| 28 juillet 2012 | Nouvelle-Zélande | 0-1 | Brésil         | Millennium, Cardiff           |                               |
| 14 h 30 CEST    |                  |     | 86e Criastiane | Arbitrage : Bibiana Steinhaus | Arbitrage : Bibiana Steinhaus |

| 31 juillet 2012 | Nouvelle-Zélande                        | 3-1 | Cameroun    | Stade de la ville de Coventry, Coventry |                                |
| 19 h 45 CEST    | 43e Smith · 49e Sonkeng · 62e Gregorius |     | 75e Onguene | Arbitrage : Christina Pedersen          | Arbitrage : Christina Pedersen |

Quart de finale
| 3 août 2012  | États-Unis  | 2-0   | Nouvelle-Zélande | St James' Park, Newcastle   |                             |
| 14 h 30 CEST | 27e Wambach | (1-0) |                  | Arbitrage : Salomé di Iorio | Arbitrage : Salomé di Iorio |

## Haltérophilie
| Athlète          | Compétition   | Arraché  | Arraché | Épaulé-jeté | Épaulé-jeté | Total | Rang |
| Athlète          | Compétition   | Résultat | Rang    | Résultat    | Rang        | Total | Rang |
| ---------------- | ------------- | -------- | ------- | ----------- | ----------- | ----- | ---- |
| Richie Patterson | -85 kg hommes | 150      | 13      | 186         | 14          | 336   | 14   |

## Hockey sur gazon
Les deux équipes de Nouvelle-Zélande de hockey sur gazon se sont qualifiées pour ces Jeux.

### Tournoi masculin
Effectif
Manager : Shane McLeod
| 1. Nicholas Haig 2. Andrew Hayward 3. Simon Child 4. Blair Hopping 5. Dean Couzins (C) 6. Blair Hilton 7. Ryan Archibald 8. Bradley Shaw | 1. Kyle Pontifex (G) 2. Phillip Burrows 3. Shea McAleese 4. Stephen Jenness 5. Richard Petherick 6. Hugo Inglis 7. Steve Edwards 8. Nicholas Wilson |

Réservistes :
- Hamish McGregor (G)
- Arun Panchia

Classement
| Rang | Équipe           | Pts | J | V | N | P | BP | BC | Diff |
| ---- | ---------------- | --- | - | - | - | - | -- | -- | ---- |
| 1    | Pays-Bas         | 15  | 5 | 5 | 0 | 0 | 18 | 7  | +11  |
| 2    | Allemagne        | 10  | 5 | 3 | 1 | 1 | 14 | 11 | +3   |
| 3    | Belgique         | 7   | 5 | 2 | 1 | 2 | 8  | 7  | +1   |
| 4    | Corée du Sud     | 6   | 5 | 2 | 0 | 3 | 9  | 8  | +1   |
| 5    | Nouvelle-Zélande | 5   | 5 | 1 | 2 | 2 | 10 | 14 | -4   |
| 6    | Inde             | 0   | 5 | 0 | 0 | 5 | 6  | 18 | -12  |

|  | Qualifié pour les quarts de finale                                                                                                 |
|  | Dispute les matchs de classements                                                                                                  |
|  | Pts : Points gagnés • J Joués • V : Victoires • N : Matchs nuls • P : Perdus BP : Buts pour • BC : Buts contre • Diff : Différence |

Matchs
| Pays              | Équipes          | Score            | Équipes          | Pays             |
| Lundi 30 juillet  | Lundi 30 juillet | Lundi 30 juillet | Lundi 30 juillet | Lundi 30 juillet |
| ----------------- | ---------------- | ---------------- | ---------------- | ---------------- |
|                   | Corée du Sud     | 2 – 0            | Nouvelle-Zélande |                  |
| Mercredi 1er août |                  |                  |                  |                  |
|                   | Nouvelle-Zélande | 3 – 1            | Inde             |                  |
| Vendredi 3 août   |                  |                  |                  |                  |
|                   | Pays-Bas         | 5 – 1            | Nouvelle-Zélande |                  |
| Dimanche 5 août   |                  |                  |                  |                  |
|                   | Nouvelle-Zélande | 1 – 1            | Belgique         |                  |
| Mardi 7 août      |                  |                  |                  |                  |
|                   | Allemagne        | 5 – 5            | Nouvelle-Zélande |                  |

Match de classement
| 9e et 10e places         | Argentine | 1 - 3   | Nouvelle-Zélande | Riverbank Arena, Londres |  |
| 9 août 2012 11 h 00 WEST |           | (0 – 3) |                  |                          |  |

### Tournoi féminin
Effectif
Manager : Mark Hager
| 1. Kayla Sharland 2. Emily Naylor (C) 3. Krystal Forgesson 4. Katie Glynn 5. Alana Millington 6. Ella Gunson 7. Samantha Charlton 8. Clarissa Eshuis | 1. Samantha Harrison 2. Cathryn Finlayson 3. Gemma Flynn 4. Charlotte Harrison 5. Melody Cooper 6. Bianca Russell (G) 7. Stacey Michelsen 8. Anita Punt |

Réservistes:
- Julia King
- Sally Rutherford (G)

Classement
| Rang | Équipe           | Pts | J | V | N | P | BP | BC | Diff |
| ---- | ---------------- | --- | - | - | - | - | -- | -- | ---- |
| 1    | Argentine        | 10  | 5 | 3 | 1 | 1 | 12 | 4  | +8   |
| 2    | Nouvelle-Zélande | 10  | 5 | 3 | 1 | 1 | 9  | 5  | +4   |
| 3    | Australie        | 10  | 5 | 3 | 1 | 1 | 5  | 2  | +3   |
| 4    | Allemagne        | 7   | 5 | 2 | 1 | 2 | 6  | 7  | -1   |
| 5    | Afrique du Sud   | 3   | 5 | 1 | 0 | 4 | 9  | 14 | -5   |
| 6    | États-Unis       | 3   | 5 | 1 | 0 | 4 | 4  | 13 | -9   |

|  | Qualifié pour les quarts de finale                                                                                                 |
|  | Dispute les matchs de classements                                                                                                  |
|  | Pts : Points gagnés • J Joués • V : Victoires • N : Matchs nuls • P : Perdus BP : Buts pour • BC : Buts contre • Diff : Différence |

Matchs
| Pays                | Équipes             | Score               | Équipes             | Pays                |
| Dimanche 29 juillet | Dimanche 29 juillet | Dimanche 29 juillet | Dimanche 29 juillet | Dimanche 29 juillet |
| ------------------- | ------------------- | ------------------- | ------------------- | ------------------- |
|                     | Nouvelle-Zélande    | 1 – 0               | Australie           |                     |
| Mardi 31 juillet    |                     |                     |                     |                     |
|                     | Afrique du Sud      | 1 - 4               | Nouvelle-Zélande    |                     |
| Jeudi 2 août        |                     |                     |                     |                     |
|                     | Nouvelle-Zélande    | 1 – 2               | Argentine           |                     |
| Samedi 4 août       |                     |                     |                     |                     |
|                     | États-Unis          | 2 – 3               | Nouvelle-Zélande    |                     |
| Lundi 6 août        |                     |                     |                     |                     |
|                     | Nouvelle-Zélande    | 0 – 0               | Allemagne           |                     |

Demi-finale
| Demi-finale no 1         | Pays-Bas | 2 - 2 3 - 1 tab | Nouvelle-Zélande | Riverbank Arena, Londres |  |
| 8 août 2012 15 h 30 WEST |          | (2 – 2)         |                  |                          |  |

Match pour la médaille de bronze
| Petite finale             | Nouvelle-Zélande | 1 - 3   | Grande-Bretagne | Riverbank Arena, Londres |  |
| 10 août 2012 15 h 30 WEST |                  | (0 – 0) |                 |                          |  |

## Judo
| Athlète           | Compétition           | 1/16 de finale              | 1/8 de finale       | Quarts de finale    | Demi-finales        | Repêchage 1         | Repêchage 2         | Finale              | Finale        |
| Athlète           | Compétition           | Adversaire Résultat         | Adversaire Résultat | Adversaire Résultat | Adversaire Résultat | Adversaire Résultat | Adversaire Résultat | Adversaire Résultat | Rang          |
| ----------------- | --------------------- | --------------------------- | ------------------- | ------------------- | ------------------- | ------------------- | ------------------- | ------------------- | ------------- |
| Moira de Villiers | Moins de 70 kg femmes | Thiele (GER) Perd 0002–0010 | Pas qualifiée       | Pas qualifiée       | Pas qualifiée       | Pas qualifiée       | Pas qualifiée       | Pas qualifiée       | Pas qualifiée |

## Natation
Les nageurs néo-zélandais ont atteint les minima de qualification dans les épreuves suivantes (au maximum 2 nageurs peuvent être qualifiés s'ils ont réussi les minima olympiques et un seul nageur pour les minima propres à chaque sélection), :
Hommes
| Athlète                                                                              | Compétition          | Séries           | Séries | Demi-finales  | Demi-finales | Finale        | Finale        |
| Athlète                                                                              | Compétition          | Temps            | Rang   | Temps         | Rang         | Temps         | Rang          |
| ------------------------------------------------------------------------------------ | -------------------- | ---------------- | ------ | ------------- | ------------ | ------------- | ------------- |
| Daniel Bell                                                                          | 100 m dos            | 55 s 53          | 37     | Pas qualifié  | Pas qualifié | Pas qualifié  | Pas qualifié  |
| Daniel Bell                                                                          | 100 m papillon       | 53 s 76          | 37     | Pas qualifié  | Pas qualifié | Pas qualifié  | Pas qualifié  |
| Gareth Kean                                                                          | 100 m dos            | 54 s 26          | 14 Q   | 54 s 00       | 13           | Pas qualifié  | Pas qualifié  |
| Gareth Kean                                                                          | 200 m dos            | 2 min 00 s 54    | 29     | Pas qualifié  | Pas qualifié | Pas qualifié  | Pas qualifié  |
| Glenn Snyders                                                                        | 100 m brasse         | 59 s 78 NR       | 5 Q    | 1 min 00 s 15 | 15           | Pas qualifié  | Pas qualifié  |
| Glenn Snyders                                                                        | 200 m brasse         | 2 min 10 s 55 NR | 10 Q   | 2 min 11 s 14 | 14           | Pas qualifié  | Pas qualifié  |
| Matthew Stanley                                                                      | 200 m nage libre     | 1 min 48 s 19    | 18     | Pas qualifié  | Pas qualifié | Pas qualifié  | Pas qualifié  |
| Matthew Stanley                                                                      | 400 m nage libre     | 3 min 49 s 44    | 15     | NC            | NC           | Pas qualifié  | Pas qualifié  |
| Dylan Dunlop-Barrett Steven Kent Andrew McMillan Matthew Stanley                     | 4 × 200 m nage libre | 7 min 17 s 18    | 15     | NC            | NC           | Pas qualifiés | Pas qualifiés |
| Daniel Bell Gareth Kean Andrew McMillan Carl O'Donnell Glenn Snyders Matthew Stanley | 4 × 100 m 4 nages    | 3 min 34 s 52    | 9      | NC            | NC           | Pas qualifiés | Pas qualifiés |

Femmes
| Athlète                                                                                    | Compétition          | Séries           | Séries | Demi-finales  | Demi-finales  | Finale           | Finale         |
| Athlète                                                                                    | Compétition          | Temps            | Rang   | Temps         | Rang          | Temps            | Rang           |
| ------------------------------------------------------------------------------------------ | -------------------- | ---------------- | ------ | ------------- | ------------- | ---------------- | -------------- |
| Lauren Boyle                                                                               | 400 m nage libre     | 4 min 03 s 63 NR | 4 Q    | NC            | NC            | 4 min 06 s 25    | 8              |
| Lauren Boyle                                                                               | 800 m nage libre     | 8 min 25 s 91 NR | 5 Q    | NC            | NC            | 8 min 22 s 72 NR | 4              |
| Melissa Ingram                                                                             | 100 m dos            | 1 min 01 s 94    | 30     | Pas qualifiée | Pas qualifiée | Pas qualifiée    | Pas qualifiée  |
| Melissa Ingram                                                                             | 200 m dos            | 2 min 10 s 63    | 17     | Pas qualifiée | Pas qualifiée | Pas qualifiée    | Pas qualifiée  |
| Hayley Palmer                                                                              | 50 m nage libre      | 25 s 47          | 23     | Pas qualifiée | Pas qualifiée | Pas qualifiée    | Pas qualifiée  |
| Natalie Wiegersma                                                                          | 200 m 4 nages        | 2 min 16 s 24    | 26     | Pas qualifiée | Pas qualifiée | Pas qualifiée    | Pas qualifiée  |
| Natalie Wiegersma                                                                          | 400 m 4 nages        | 4 min 44 s 78    | 19     | NC            | NC            | Pas qualifiée    | Pas qualifiée  |
| Amaka Gessler Tash Hind Penelope Marshall Hayley Palmer                                    | 4 × 100 m nage libre | 3 min 42 s 55    | 14     | NC            | NC            | Pas qualifiées   | Pas qualifiées |
| Lauren Boyle Amaka Gessler Tash Hind Melissa Ingram Samantha Lucie-Smith Penelope Marshall | 4 × 200 m nage libre | 7 min 55 s 92    | 11     | NC            | NC            | Pas qualifiées   | Pas qualifiées |

## Taekwondo
| Athlète        | Compétition   | 1er tour                  | Quarts de finale    | Demi-finales        | Repêchage 1            | Repêchage 2         | Finale              | Finale        |
| Athlète        | Compétition   | Adversaire Résultat       | Adversaire Résultat | Adversaire Résultat | Adversaire Résultat    | Adversaire Résultat | Adversaire Résultat | Rang          |
| -------------- | ------------- | ------------------------- | ------------------- | ------------------- | ---------------------- | ------------------- | ------------------- | ------------- |
| Logan Campbell | Hommes -68 kg | Husarov (UKR) Perd 6–10   | Pas qualifié        | Pas qualifié        | Pas qualifié           | Pas qualifié        | Pas qualifié        | Pas qualifié  |
| Vaughn Scott   | Hommes -80 kg | Crismanich (ARG) Perd 5–9 | Pas qualifié        | Pas qualifié        | Bahave (AFG) Perd 6–11 | Pas qualifié        | Pas qualifié        | Pas qualifié  |
| Robin Cheong   | Femmes -57 kg | Wahba (EGY) Perd 6–17     | Pas qualifiée       | Pas qualifiée       | Pas qualifiée          | Pas qualifiée       | Pas qualifiée       | Pas qualifiée |

## Tennis
| Athlète         | 1/32 de finale      | 1/16 de finale              | 1/8 de finale       | Quarts de finale    | Demi-finales        | Match pour la médaille de bronze | Finale              |               |
| Athlète         | Adversaire Résultat | Adversaire Résultat         | Adversaire Résultat | Adversaire Résultat | Adversaire Résultat | Adversaire Résultat              | Adversaire Résultat |               |
| --------------- | ------------------- | --------------------------- | ------------------- | ------------------- | ------------------- | -------------------------------- | ------------------- | ------------- |
| Marina Erakovic | Simple dames        | Wozniak (CAN) Perd 2–6, 1–6 | Pas qualifiée       | Pas qualifiée       | Pas qualifiée       | Pas qualifiée                    | Pas qualifiée       | Pas qualifiée |

## Tir
| Athlète     | Compétition                       | Qualification | Qualification | Finale       | Finale       |
| Athlète     | Compétition                       | Points        | Rang          | Points       | Rang         |
| ----------- | --------------------------------- | ------------- | ------------- | ------------ | ------------ |
| Ryan Taylor | Carabine à 50 m tir couché hommes | 592           | 25e           | Pas qualifié | Pas qualifié |

## Triathlon
| Athlète        | Compétition | Natation 1,5 km | Transition 1 | Cyclisme 40 km  | Transition 2 | Course 10 km | Total           | Rang |
| -------------- | ----------- | --------------- | ------------ | --------------- | ------------ | ------------ | --------------- | ---- |
| Bevan Docherty | Hommes      | 17 min 26 s     | 37 s         | 58 min 51 s     | 29 s         | 31 min 12 s  | 1 h 48 min 35 s | 12   |
| Kris Gemmell   | Hommes      | 17 min 26 s     | 37 s         | 58 min 48 s     | 30 s         | 31 min 31 s  | 1 h 48 min 52 s | 15   |
| Ryan Sissons   | Hommes      | 18 min 05 s     | 37 s         | 59 min 45 s     | 29 s         | 31 min 31 s  | 1 h 50 min 27 s | 33   |
| Andrea Hewitt  | Femmes      | 19 min 28 s     | 42 s         | 1 h 05 min 26 s | 30 s         | 34 min 30 s  | 2 h 00 min 36 s | 6    |
| Kate McIlroy   | Femmes      | 19 min 31 s     | 41 s         | 1 h 05 min 26 s | 36 s         | 35 min 14 s  | 2 h 01 min 28 s | 10   |
| Nicky Samuels  | Femmes      | 19 min 46 s     | 40 s         | 1 h 07 min 00 s | 32 s         | 36 min 50s   | 2 h 04 min 48 s | 35   |

## Voile
M* = Course aux médailles ; EL = Non qualifié
Hommes
| Athlète(s)                      | Compétition | Courses | Courses | Courses | Courses | Courses | Courses | Courses | Courses | Courses | Courses | Courses | Total net | Rang |
| Athlète(s)                      | Compétition | 1       | 2       | 3       | 4       | 5       | 6       | 7       | 8       | 9       | 10      | M*      | Total net | Rang |
| ------------------------------- | ----------- | ------- | ------- | ------- | ------- | ------- | ------- | ------- | ------- | ------- | ------- | ------- | --------- | ---- |
| JP Tobin                        | RS:X        | 15      | 4       | 3       | 7       | 8       | 8       | 12      | 6       | 17      | 17 Q    | 16      | 96        | 7    |
| Andrew Murdoch                  | Laser       | 12      | 8       | 17      | 18      | 1       | 7       | 13      | 15      | 3       | 3 Q     | 8       | 87        | 5    |
| Dan Slater                      | Finn        | 7       | 11      | 1       | 6       | 17      | 11      | 6       | 15      | 8       | 14 Q    | 4       | 83        | 7    |
| Paul Snow-Hansen Jason Saunders | 470         | 28 DSQ  | 3       | 5       | 4       | 16      | 3       | 7       | 9       | 13      | 12 Q    | 14      | 86        | 5    |
| Hamish Pepper Jim Turner        | Star        | 15      | 7       | 1       | 13      | 6       | 5       | 9       | 8       | 8       | 9 Q     | 4       | 70        | 5    |

Femmes
Courses
| Athlète               | Compétition  | Courses | Courses | Courses | Courses | Courses | Courses | Courses | Courses | Courses | Courses | Courses | Total net | Rang                           |
| Athlète               | Compétition  | 1       | 2       | 3       | 4       | 5       | 6       | 7       | 8       | 9       | 10      | M*      | Total net | Rang                           |
| --------------------- | ------------ | ------- | ------- | ------- | ------- | ------- | ------- | ------- | ------- | ------- | ------- | ------- | --------- | ------------------------------ |
| Sara Winther          | Laser Radial | 31      | 23      | 21      | 15      | 35      | 31      | 9       | 11      | 42 DSQ  | 9       | EL      | 185       | 20                             |
| Jo Aleh Olivia Powrie | 470          | 2       | 6       | 2       | 5       | 10      | 4       | 1       | 1       | 2       | 18 Q    | 2       | 35        | Médaille d'or, Jeux olympiques |

Match racing
| Athlète                                 | Compétition | Round Robin          | Round Robin         | Round Robin          | Round Robin         | Round Robin         | Round Robin            | Round Robin            | Round Robin            | Round Robin          | Round Robin            | Round Robin          | Rang | Phase finale   | Phase finale   | Phase finale   | Rang           |
| Athlète                                 | Compétition | Drapeau des Pays-Bas | Drapeau de la Suède | Drapeau de l'Espagne | Drapeau du Danemark | Drapeau du Portugal | Drapeau de l'Australie | Drapeau des États-Unis | Drapeau du Royaume-Uni | Drapeau de la France | Drapeau de la Finlande | Drapeau de la Russie | Rang | 1/4 de finale  | 1/2 finales    | Finale         | Rang           |
| --------------------------------------- | ----------- | -------------------- | ------------------- | -------------------- | ------------------- | ------------------- | ---------------------- | ---------------------- | ---------------------- | -------------------- | ---------------------- | -------------------- | ---- | -------------- | -------------- | -------------- | -------------- |
| Jena Hansen Steph Hazard Susannah Pyatt | Elliott 6m  | Gagne 0–1            | Gagne 1–0           | Perd 0–1             | Gagne 1–0           | Gagne 1–0           | Perd 0–1               | Perd 0–1               | Gagne 1–0              | Perd 1–0             | Perd 0–1               | Perd 1–0             | 9    | Pas qualifiées | Pas qualifiées | Pas qualifiées | Pas qualifiées |

Open
| Athlète                  | Compétition | Courses | Courses | Courses | Courses | Courses | Courses | Courses | Courses | Courses | Courses | Courses | Courses | Courses | Courses | Courses | Courses | Total net | Rang                               |
| Athlète                  | Compétition | 1       | 2       | 3       | 4       | 5       | 6       | 7       | 8       | 9       | 10      | 11      | 12      | 13      | 14      | 15      | M*      | Total net | Rang                               |
| ------------------------ | ----------- | ------- | ------- | ------- | ------- | ------- | ------- | ------- | ------- | ------- | ------- | ------- | ------- | ------- | ------- | ------- | ------- | --------- | ---------------------------------- |
| Peter Burling Blair Tuke | 49er        | 9       | 7       | 1       | 7       | 3       | 5       | 9       | 11      | 7       | 2       | 1       | 2       | 15      | 6       | 6 Q     | 4       | 80        | Médaille d'argent, Jeux olympiques |